# Medaglia a ricordo del 100º anniversario della fondazione della Guardia Nobile Pontificia
La Medaglia a ricordo del 100º anniversario della fondazione della Guardia Nobile Pontificia" venne istituita da papa Benedetto XV nel 1916 per commemorare il primo centenario della fondazione della Guardia Nobile Pontificia.

## Insegne
La medaglia consiste in un tondo d'argento riportante sul diritto il busto di Benedetto XV rivolto verso sinistra, attorniato dalla legenda "BENEDICTVS • XV _ PONT • MAX • AN • II" e sotto il busto la firma dell'incisore BIANCHI. Il rovescio riporta invece al centro i due stemmi della Guardia Nobile Pontificia e di Benedetto XV all'interno di due rami d'alloro e sormontati dal triregno pontificio con le chiavi di San Pietro decussate, attorniati dalla scritta "MDCCCXVI _ COHORTI MILITVM PONTIFICIVM _ MDCCCCXVI = FIDEI ET VIRTVTI".
Il nastro è blu con una fascia gialla per parte.